# 虛擬經濟
虛擬經濟（或稱「網路遊戲經濟」）是指一存在於虛擬世界的呈展經濟。通常以交易網路遊戲中的虛擬物品為主。人們參與這些虛擬經濟的主要目的是消遣和娛樂，並非必要需求。意思是指虛擬經濟沒有包含一些被視為沒有娛樂價值的現實經濟元素（例如玩家無需購買食物以維持生命或生存必要的物品）。然而，一些人亦會為獲取「現實」的經濟利益而活動於虛擬經濟的。

## 概述
虛擬經濟可在MUD和MMORPG 看到。現時最龐大的虛構經濟位於MMORPG。一些人生模擬遊戲亦可以找到，而且可能是最常與現實接觸的虛擬經濟。例如：第二人生保護內裹認購者創造的財產的知識產權權利，和對以真實金錢兌換Linden幣的行為（遊戲中的法定貨幣）採取自由放任政策。虛擬經濟也可見於一些網頁遊戲，如以「現實金錢」換取遊戲內的道具和權利。
虛擬財產是指任何由負責個體操控或分配的資料。包括虛擬物品如紙娃娃系統或所屬用戶帳號。以下的特徵經常出現於虛擬物品上。不過即使缺乏這些特徵的，不代表絕對不是虛擬財產，區分時有一點彈性。
1. 競爭： 物品具有極高的稀缺性。
2. 持續性： 擁有物即使長期擱置亦不會消失。用戶期望可持續擁有財產。
3. 互動連線： 財產可以對或被其他人和其他財產造成影響。財產的價值因應使用者的用途和創作而改變。
4. 二級市場： 虛擬財產可被創造、交換、售賣、購買。當中可以涉及現實資產（通常是金錢）。
5. 用戶加工： 用戶可通過自己加工鼓吹虛擬財產的價值。

基於這些因素的存在，促成了接近現代市場經濟的體系。因此，一些經濟學理論亦可被活用於其中。
在這個虛構世界當中，假想的市場經濟令遊戲物品根據供給和需求得以標價，而非由開發人員或代理商定價。這些突現經濟被大部分玩家視為遊戲的資產，提供另一個現實予玩家。在典型的虛擬經濟中，物品通常以遊戲世界中的貨幣作售賣。此種遊戲貨幣現今經常被以現實金錢兌換作買賣。部分人更組織了有系統的交易網，讓玩家可以現實金錢換取虛擬財產。

### 業界
Blizzard於2004年推出的魔獸世界在國際獲得了巨大的成功，帶領了MMORPG及其二級市場的主流意識，因此當時出現了大量的同類產業。在Google搜尋WoW Gold會得到大量的符合結果網頁，截至2006年6月提供Gold的換購服務。虛擬經濟中的現實謀利產業成長至金錢流動以億位計算的商業活動。 無盡的任務玩家Brock Pierce及Alan Debonneville成立了Internet Gaming Entertainment Ltd (IGE)，除了提供商品外，同時設有專業的客戶服務。 IGE擁有一已受訓工作人員專門處理財政的事務、客戶問答、技術支援，以確保玩家給予滿意的評價。它還利用了虛擬世界國際可達性，在香港設立了分店，所屬的工作人員都有一定的技術知識，負責紙娃娃系統、回收商品、分配商品。 這種富商機的市場打通了虛擬世界與現實世界的邊境。
過百個公司在這新興市場取得了成功。部分公司提供多樣虛擬物品 另一部分則提供多樣虛擬服務。 虛擬世界為他們謀取了極多收益，一些像43歲的 Wonder Bread送貨人John Dugger的人，曾為虛擬世界消費US$750，使他數星期的薪金都不翼而飛了。 他購買的虛擬資產包括位於寧靜海岸山坡（虛構）的九間房子、三間商店、天井、上級石製牆壁。Dugger反映一些玩家可以為電腦的數據而花費大量的金錢。
雖然虛擬市場的成長速度驚人，但它到底能為商界帶來多少程度的機會，則仍未清楚。原因是虛擬商品缺乏分配需求的地點。例如2008年一次對第二人生作出的分析顯示，當中的衡量經濟不平等達至現實經濟之中最差水平。

#### 黑市
很多MMORPG如RuneScape、魔獸世界、激战、戰錘Online、指環王Online：安格瑪之影 、最终幻想XI嚴格地禁止以真實金錢換取遊戲幣、道具、任何遊戲有關物品。RuneScape移除了不平衡貿易和PK系統。最终幻想XI及戰錘Online設有排除任何此類交易的團隊。

### 穩定性
一個虛擬世界要維持穩定的經濟，就要平衡資源數量和貨幣數量。普遍來說，遊戲保持許多新貨幣資源予玩家賺取。然而，缺乏資源或沒有防止貨幣供給過多的系統時，貨幣的購買力會大幅下降（通貨膨脹）。慣例上，結果會引起眾商品的價格持續上升。只要有基於玩家的基礎、貨幣來源、商品數量的平衡，虛擬經濟就能維持隱定的市場。
於現實世界中，玩家的行動可能會破壞市場經濟的隱定性。打錢使貨幣的增加速度高於平常，惡化通貨膨脹。 在極端的例子中，一些駭客入侵遊戲系統，藉以創造大量貨幣。這會引發惡性通貨膨脹。
現實世界中，整個制度維持著理想的通貨膨脹速度。維持經濟隱定性對MMORPG是一困難和繁複的作業。

## 資本
在這些虛擬經濟中，遊戲資源（如道具）的對不同的玩家有不同的作用，給予他們更強的能力。這些能力使他們能夠獲取更有價值、更珍貴的物品。據此，遊戲資源不僅可用作交易用途，有時可作為資本使用。
當玩家變得更強大時，會獲取更多的人力資本。遊戲中的公會或團體通常會聘請厲害的玩家，為他們獲利。

## 其他虛擬經濟
虛擬經濟亦出現於臨場動態角色扮演遊戲及交換卡片遊戲。一些遊戲的貨幣已被大量發放，如無盡的任務和魔獸世界。DKP是由一隊玩MMORPG的團體使用的半正式分數評估系統。玩家在這些遊戲面對難度高的挑戰時，只可以聚集其他大量的玩家合力通關。DKP不是官方貨幣，而是由遊戲公會分配玩家的獎勵。

## 外部連結
- Virtual Economy Research Network bibliography – a comprehensive bibliography of publications related to virtual economy（英文）
- Castronova, Edward（英语：Edward Castronova）. "Virtual Worlds: A First-Hand Account of Market and Society on the Cyberian Frontier," CESifo Working Paper No. 618 （页面存档备份，存于）, December 2001.（英文）
- Castronova, Edward. "On Virtual Economies," CESifo Working Paper Series No. 752 （页面存档备份，存于）, July 2002.（英文）
- Castronova, Edward. "The Price of  'Man'  and 'Woman': A Hedonic Pricing Model of Avatar Attributes in a Synthethic World," CESifo Working Paper Series No. 957 （页面存档备份，存于）, June 2003.（英文）
- Dr. Richard A. Bartle（英语：Richard Bartle）, Pitfalls of Virtual Property – A philosophical case against the concept of "virtual property" ownership. （英文）
- Virtual Economies （页面存档备份，存于） The Economist, Jan 2005, (subscription)（英文）
- Zonk (Slashdot). "Virtual Island Sells For $26,500"[]. 14 December 2004.（英文）
- Fairfield, Joshua, "Virtual Property" （页面存档备份，存于）. Boston University Law Review, Vol. 85, 2005（英文）
- Internet Gambling Regulation Present and Future （页面存档备份，存于） – Mark Methenitis' Essay for Texas Tech University School of Law detailing internet gambling and economies within MMORPG's and the problems that will be faced in the future.（英文）
- Economic Theory and MMOGs （页面存档备份，存于） – Powerpoint presentation by Sam Lewis, a designer working with SOE, on the interaction between economic theory and MMO design.（英文）
- World of Warcraft Gold Study, detailing effects of real money trade on the European and American realms. Includes realm by realm statistics.（英文）
- Virtual Goods: the next big business model （页面存档备份，存于）  by Susan Wu（英文）
- Lastowka, Greg and Hunter, Dan. "The Laws of the Virtual Worlds," California Law Review（英文）
- Yoon, Ung-Gi. "Real Money Trading in MMORPG items from a Legal and Policy Perspective", South Korean Judge's thought on RMT in virtual world （页面存档备份，存于） （英文）